# Piraicme
Nella mitologia greca,  Piraicme  era il nome di uno dei comandanti dell'esercito che aiutò i troiani durante la guerra di Troia; era a capo di tutti i Peoni.

## Il mito
Quando Paride prese con sé Elena moglie di Menelao, fuggendo dalla Grecia verso Troia, ebbe inizio una guerra che coinvolse la Grecia e il regno di Troia. Tra i molti popoli che prestarono aiuto al re Priamo vi erano i Peoni, famosi per i loro archi ricurvi, con il loro capo Piraicme.
Patroclo, durante una delle battaglie, fingeva di essere Achille usandone le armi. Fu allora che colpì Piraicme scaraventandogli contro la sua lancia; Piraicme cadde a terra morto gettando nello sconforto i Troiani.
Secondo altre leggende, Piraicme venne ucciso da Diomede.

### Fonti antiche
- Omero, Iliade, libro II 848, libro XVI 287